# 萬歳

19世紀の「萬歳」のスタイル。

萬歳（まんざい、万才）とは、日本の伝統芸能の一つである。新年の言祝ぎの話芸として全国で興り、現代の漫才の元になった。地名を冠して区別することが多い。

## 形式

### 編成
萬歳は太夫（たゆう）と才蔵（さいぞう）の2人が1組となるものが基本となるが、門（かど）付けではなく座敷などがある。

### 扇・楽器
多くの萬歳は舞扇のような扇子を用いるが、三河萬歳は中啓（能楽で使う扇の一種で、閉じた状態を横から見た時に先が広がっている）を用いる場合が多い。
楽器について、基本は才蔵が持つ小鼓だけだが、演目によりさらに三味線と胡弓を加えたり、太鼓・三味線・拍子木を使用するものもある。越前萬歳と加賀萬歳はすり太鼓（小太鼓を細い竹の撥で擦るように鳴らす）を用いる。

### 衣装
古くは舞楽の装束をまね、太夫は鳥兜（とりかぶと）をかぶっていたが、室町時代になると侍烏帽子（さむらいえぼし）をかぶり、素襖（すおう）に平袴（ひらばかま）姿に、才蔵は大黒頭巾風のものをかぶり、大袋を背負う格好が普通であったようである。また、室町時代中期に門付けが一般化してくると、その際に太夫は裁着袴（たつつけばかま）をはいた。江戸時代には三河出身の徳川家によって優遇された三河萬歳は、武士のように帯刀、大紋の直垂の着用が許された。各地に広まった萬歳は、後に能や歌舞伎などの要素を取り入れたりしたことによって、さらに衣装が多様化した。

## 歴史

### 起源
起源については定かではないが、奈良時代の「踏歌（とうか）」（踏歌は宮中などにおいて春を寿ぐ行事で、男踏歌の舞人が舞楽の「万春楽（ばんすらく）」を足を踏み鳴らすように舞う際には万春楽と囃し、女踏歌の時は千春楽（せんずらく）と囃した）より、変遷したものと考える説がある。また雅楽には君主の長久を祝うめでたい曲として、千秋楽と共に萬歳楽（まんざいらく）という曲が伝えられていて、ここから千秋萬歳（せんずまんざい）となり、単に萬歳となったともいわれる。他にも、新年になると歳神が家々を訪れて寿福を授けるという民間信仰より来たものなどの説がある。これは、歳神に扮し自ら神の依代（よりしろ）となって祝福を与え歩いていたものが、やがて宮中に出入りするようになったというもので、豊年の秋を千回万回と迎えられるように長寿を祝う言葉の「千秋萬歳（せんしゅうばんぜい）」が名前の由来であるとする。
11世紀に当時の芸能や世相の一端を書き記した『新猿楽記』の「千秋万歳之酒祷（せんずまんざいのさかほがい）」という記述からも、平安時代頃すでに芸能として成立していったことが窺える。

### 変遷
千秋萬歳は平安時代の末期には貴族の間で毎年正月の慣習となっており、千秋萬歳法師が訪れ祝い言を述べ舞を舞った。貴族の衰退と入れ替わるように、武家が権力を持った鎌倉時代以降は、寺社や武家など権門勢家を訪れるようになり、室町時代になると、声聞師が千秋萬歳法師のかわりをするようになって、中頃には一般民家にも門付けしてまわるようになった。

### 伝播と拡大
大和（奈良県）の萬歳が千秋萬歳として京の都で行われ、後に尾張萬歳、三河萬歳へと伝わり、さらに全国各地に広まったものと思われるが、尾張萬歳、三河萬歳とも、伝承由来はこの通りとしていない。また越前萬歳（野大坪万歳）については、約1500年前の継体天皇にまつわる伝承を由来と主張するものもある。しかし江戸時代以降に伝わった地域の萬歳は、大体継承過程を明らかにしている。加賀萬歳は越前萬歳の流れを汲むものであるが、秋田萬歳、会津萬歳などは三河萬歳からの派生であり、伊予萬歳は尾張萬歳の系統であるといわれる。

### 衰退と復興
明治時代に、さらに多くの地域に分かれて各地の名前を冠する萬歳が登場するようになったが、その多くは三河萬歳と尾張萬歳の系統であった。仏教色の濃い陰陽道の影響下にあった三河萬歳は、神道に変化して国家神道の政策の中で残っていき、大正時代の中頃まで萬歳の参内はあったようである。一方、尾張萬歳は娯楽性を高め、通年で興行として成立するものも現れた。こういった新しい尾張萬歳の中から漫才の基礎となる形のものも生み出された。また、正月に行われる従来の萬歳も、民間での門付は第二次世界大戦頃までは盛んであった。しかし多くの萬歳は第二次大戦後に衰退し、大和萬歳については継承が無く途絶えてしまった。
現在ある、各地の萬歳には継承者を捜し出して復興させたものが多いが、成立時期が古いとされる三河萬歳（愛知県安城市・西尾市など）と越前萬歳（福井県越前市）が1995年（平成7年）に、尾張萬歳（愛知県知多市）が1996年（平成8年）にそれぞれ国の重要無形民俗文化財に指定された。
お笑いコンビのすゑひろがりずは狂言を元にしたネタを持つが、メンバーの三島はM-1グランプリ2019の決勝に際してWikipediaの萬歳の項目を引用して「萬歳やって参ります」とツイートしている。

## 全国の萬歳

### 主な萬歳
- 秋田萬歳（秋田県）
- 会津萬歳（福島県）
- 加賀萬歳（石川県）
- 越前萬歳（福井県）  国指定重要無形民俗文化財（1995年12月26日）
- 三河萬歳（愛知県）  国指定重要無形民俗文化財（1995年12月26日）
- 尾張萬歳（愛知県）  国指定重要無形民俗文化財（1996年12月20日）
- 伊勢萬歳（三重県）
- 大和萬歳（奈良県）
- 伊予萬歳（愛媛県）

### 沖縄萬歳
沖縄県の高平良萬歳（たかでーらまんざい）は、一般的に組踊「万歳敵討」（まんざいてぃちうち）の一場面を抜き出した琉球舞踊の演目であって、この項目でいう萬歳とは異なる。本来の沖縄の萬歳は、首里郊外の安仁屋部落にいた萬歳行者（まんざいこーしー）が年のはじめに各家々の門に立ちよって祝言をとなえ人形を舞わせていたようであるが、大正時代には今帰仁などではすでに見受けられず、萬歳行者という言葉だけが伝えられていた。

## 関連書籍
- しかたしん『ぼくと化け姉さん』（金の星社） - 主人公「ぼく」の親友「ありんこ松」が萬歳師の家系。
- 木内昇『笑い三年、泣き三月。』(文春文庫) -  戦後間もない浅草が舞台、万歳芸人の善造らの話。